# Grand American
Grand American war eine von der NASCAR ausgetragene Tourenwagenrennserie mit sogenannten Pony Cars, die von 1968 bis 1971 ausgetragen wurde. In den ersten beiden Jahren 1968 und 1969 hieß die Serie ursprünglich Grand Touring. Oftmals wurde sie auch als Baby Grand-Serie bezeichnet.

## Geschichte
Die Rennserie wurde 1968 als „Grand Touring“-Serie und als Konkurrenz zur Tourenwagenserie des United States Automobile Club und der Trans-Am Series des Sports Car Club of America gegründet. In der Eröffnungssaison wurden insgesamt 19 Rennen ausgetragen. Nach 35 Rennen der Saison 1969 folgte die Umbenennung in „Grand American“. Nach der Saison 1970 wurden 1971 viele kleinere Veranstaltungen vom Kalender gestrichen und mehrere Rennen mit denen der Grand National Series zusammengelegt.
Im Jahre 1972 veränderte NASCAR seine Strukturen. Winston wurde Titelsponsor der Grand National Series, die von diesem Zeitpunkt an „Winston Cup“ hieß. Damit verbunden wurden alle Strecken der Grand National Series mit einer Länge von weniger als einer halben Meile und alle Rennen mit einer Renndistanz von weniger als 250 Meilen in eine neue Serie, die Grand National East Division zusammengefasst. In dieser durften Wagen der Grand American, der Grand National und Modelle des Jahrgangs 1969 antreten. Diese Serie lief nur zwei Jahre, in der letzten Saison 1972 wurden nur vier Rennen ausgetragen.

## Wagen
Zu den Wagen, die in der Grand American antragen, gehörten Ford Mustangs, Chevrolet Camaros, AMC Javelins, Mercury Cougars und Pontiac Trans Ams. Einige der Wagen, die in der Grand American antraten, waren ehemalige Rennwagen aus der Trans-Am-Serie, die umfangreich modifiziert wurden, um die Sicherheitsbestimmungen der NASCAR und den Gewichtsvorgaben zu entsprechen.
Die Motoren waren ursprünglich auf einen Hubraum von 305 Kubikzoll (umgerechnet 5.0 Liter) begrenzt. Später wurde die Hubraumbegrenzung auf 366 Kubikzoll erhöht, um  die Leistung und Zuverlässigkeit der Grand-American-Rennwagen zu verbessern.

### Sieges-Kontroversen
Im Jahre 1971 gab es ein Umdenken bei den US-amerikanischen Automobilherstellern, die daraufhin weniger Geld in die Rennserien und somit auch in die NASCAR investierten. Dies führte dazu, dass das Teilnehmerfeld einzelner Rennen der Grand National Series, bei denen es weniger Preisgeld zu gewinnen gab, stark zusammenschrumpfte. NASCAR erlaubte daraufhin auch Wagen der Grand American Series in ausgewählten Rennen der Grand National Series teilzunehmen. Den Grand-American-Fahrern Tiny Lund und Bobby Allison gelang es, Rennen der Grand National Series zu gewinnen. Diese Siege werden aber nicht zur Gesamtzahl ihrer NASCAR-Siege gezählt, was entsprechend umstritten ist. So wurde von der NASCAR festgelegt, dass der Sieg mit einem Wagen aus der Grand American Series dem entsprechenden Fahrer und Wagen nicht zugeschrieben wird und auch keine Punkte hierfür vergeben werden. Demgegenüber wurden die Siege für den Hersteller gewertet, ebenso wie die Anzahl an Rennteilnahmen für die Fahrer.

## Fahrer
Die Serie wurde von Tiny Lund dominiert. Lund gewann 41 der insgesamt 109 ausgetragenen Rennen der Serie. Ebenso gewann er drei der vier Meisterschaften. Die andere Meisterschaft gewann Ken Rush, der zwölf der insgesamt 26 Rennen der Saison 1969 gewann.
Andere erwähnenswerte Fahrer, die regelmäßig in der Grand American antraten waren Jim Paschal, Buck Baker, Dan Gurney, Parnelli Jones, Mark Donohue und Jim Hall.

### Champions
- 1968: Tiny Lund
- 1969: Ken Rush
- 1970: Tiny Lund
- 1971: Tiny Lund